# Brescianské Alpy
Brescianské Alpy (italsky Prealpi Bresciane) jsou pohoří na jihu Alp v Itálii. Leží v Lombardii, v provincii Brescia. Jsou součástí Lombardských Alp. Rozlohou nevelké pohoří je na západě ohraničeno jezerem Iseo, na jihu městem Brescia a Pádskou nížinou, na východě Gardskými horami a na severu údolím řeky Caffaro ležící na jižním úpatí pohoří Adamello. Nejvyšší horou Brescianských Alp je Monte Colombine (2 215 m).

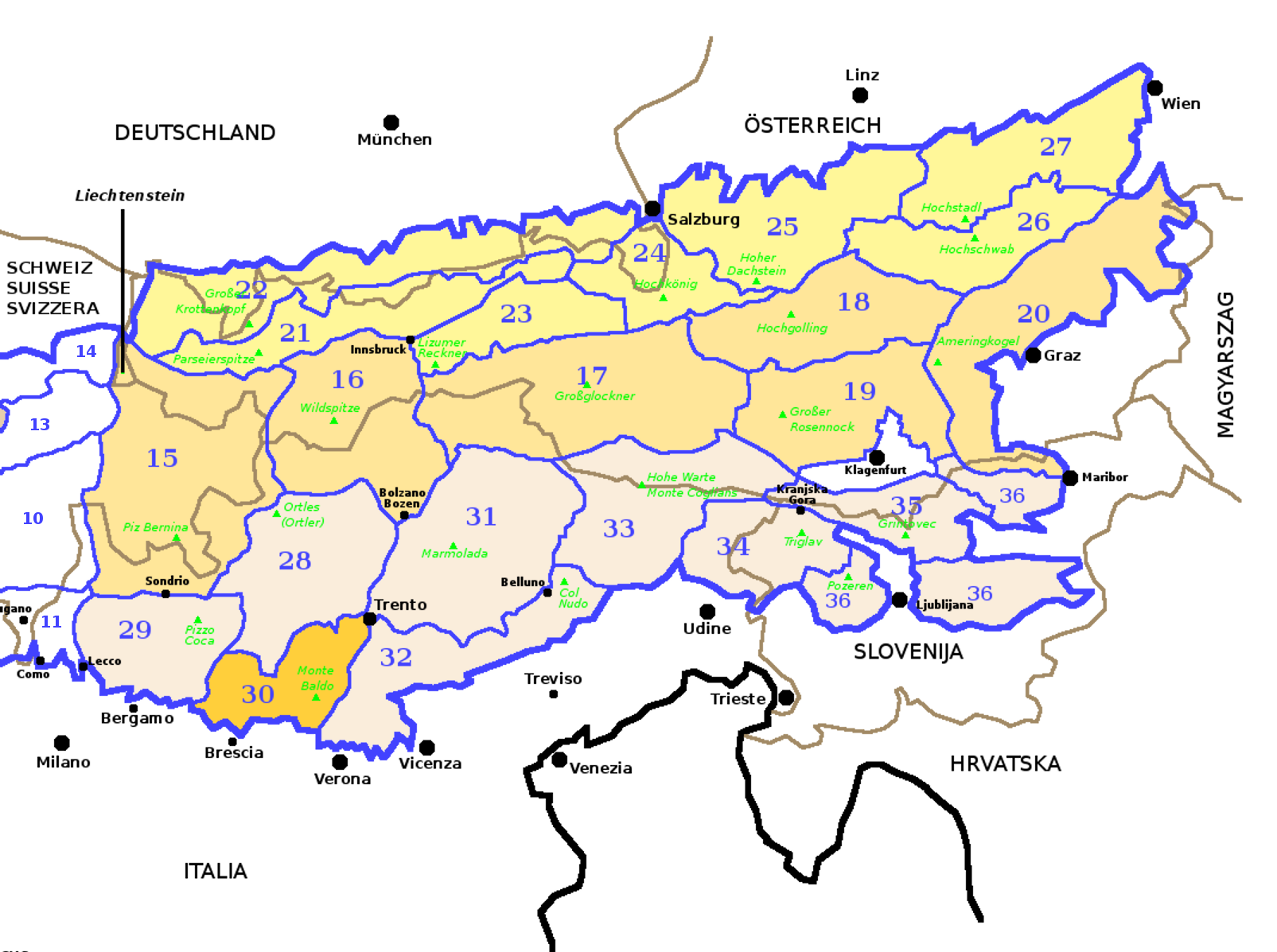
30 - západní část Brescianské Alpy, vých. část Gardské hory a Monte Baldo